# Vandercook Lake
Vandercook Lake – jednostka osadnicza w Stanach Zjednoczonych, w stanie Michigan, w hrabstwie Jackson.